# (19534) Miyagi
(19534) Miyagi est un astéroïde de la ceinture principale.

## Description
(19534) Miyagi est un astéroïde de la ceinture principale. Il fut découvert le 6 avril 1999 à la station Anderson Mesa par le programme LONEOS. Il présente une orbite caractérisée par un demi-grand axe de 2,26 UA, une excentricité de 0,12 et une inclinaison de 6,1° par rapport à l'écliptique.

## Compléments